# Strada nazionale 35 del Sempione
La strada nazionale 35 del Sempione era una strada nazionale del Regno d'Italia, che congiungeva la strada nazionale 34 del Lago Maggiore alla Svizzera nei pressi del passo del Sempione.
Venne istituita nel 1923 con il percorso "Dalla nazionale n. 34 presso Gravellona al Sempione (confine svizzero)".
Nel 1928, in seguito all'istituzione dell'Azienda Autonoma Statale della Strada (AASS) e alla contemporanea ridefinizione della rete stradale nazionale, il suo tracciato costituì il tratto finale della strada statale 33 del Sempione.